# Rzeka dwóch serc
Rzeka dwóch serc – tytułowe opowiadanie autorstwa Ernesta Hemingwaya z okresu międzywojennego z antologii Rzeka dwóch serc, i inne opowiadania.

## Fabuła
Opowiadanie dzieli się na dwie części, z czego pierwsza część opowiada przygody pochodzi z pierwszego dnia wyprawy głównego bohatera, a część druga z drugiego dnia. Pewien młodzieniec imieniem Nick postanawia uciec od codzienności i wyrusza nad tytułową rzekę Dwóch Serc. Lasy niedaleko rzeki niedawno nawiedził pożar, czego widok przygnębia Nicka. Bohater pragnie bowiem łowić pstrągi w owej rzece. W opowiadaniu znajdziemy opisy krajobrazów, sprzętu turystycznego i sposób biwakowania w dawnych latach, oraz sposób łowienia pstrągów.